# Hrádek, Klatovy
Hrádek là một làng thuộc huyện Klatovy, vùng Plzeňský, Cộng hòa Séc.

## Tập ảnh

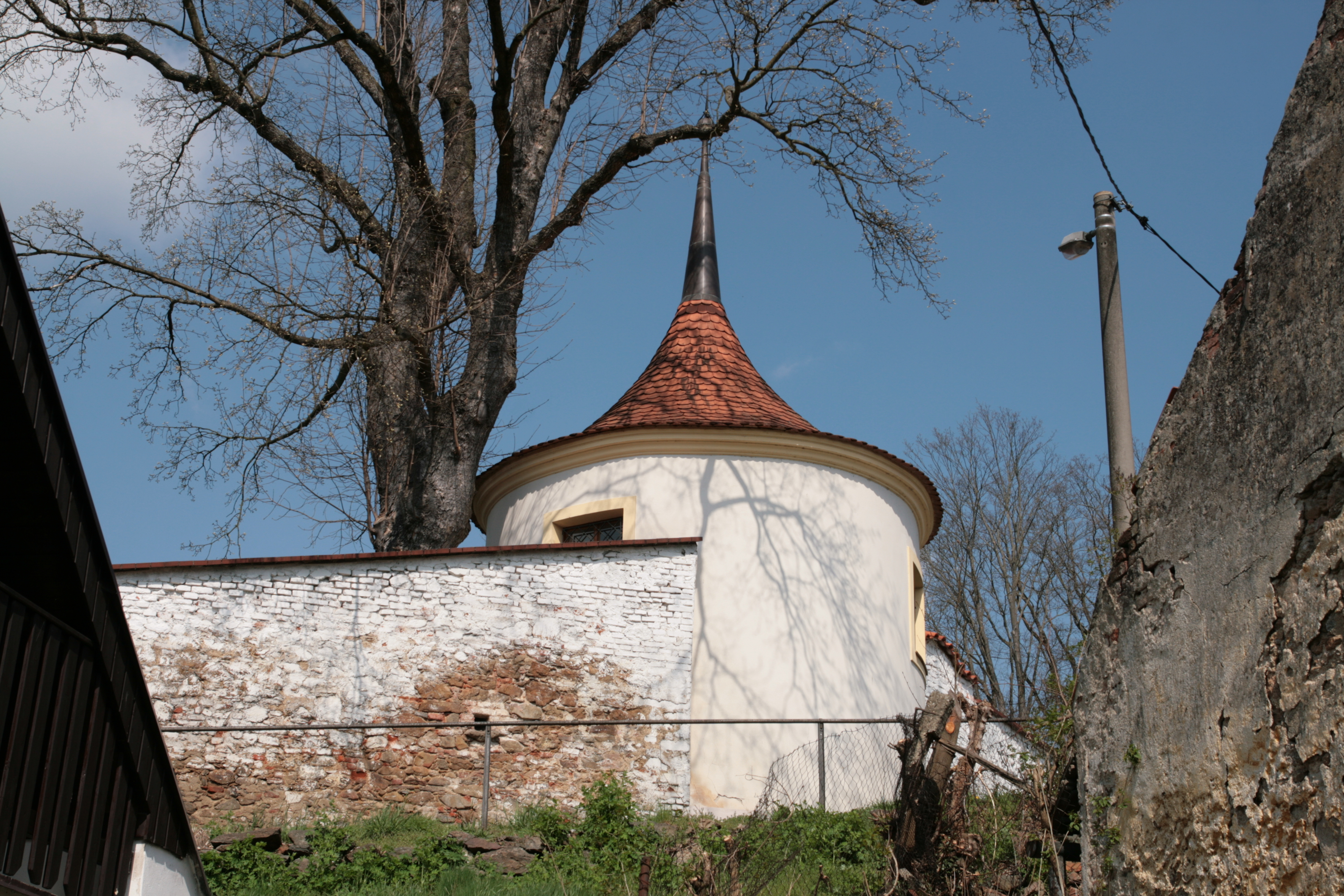
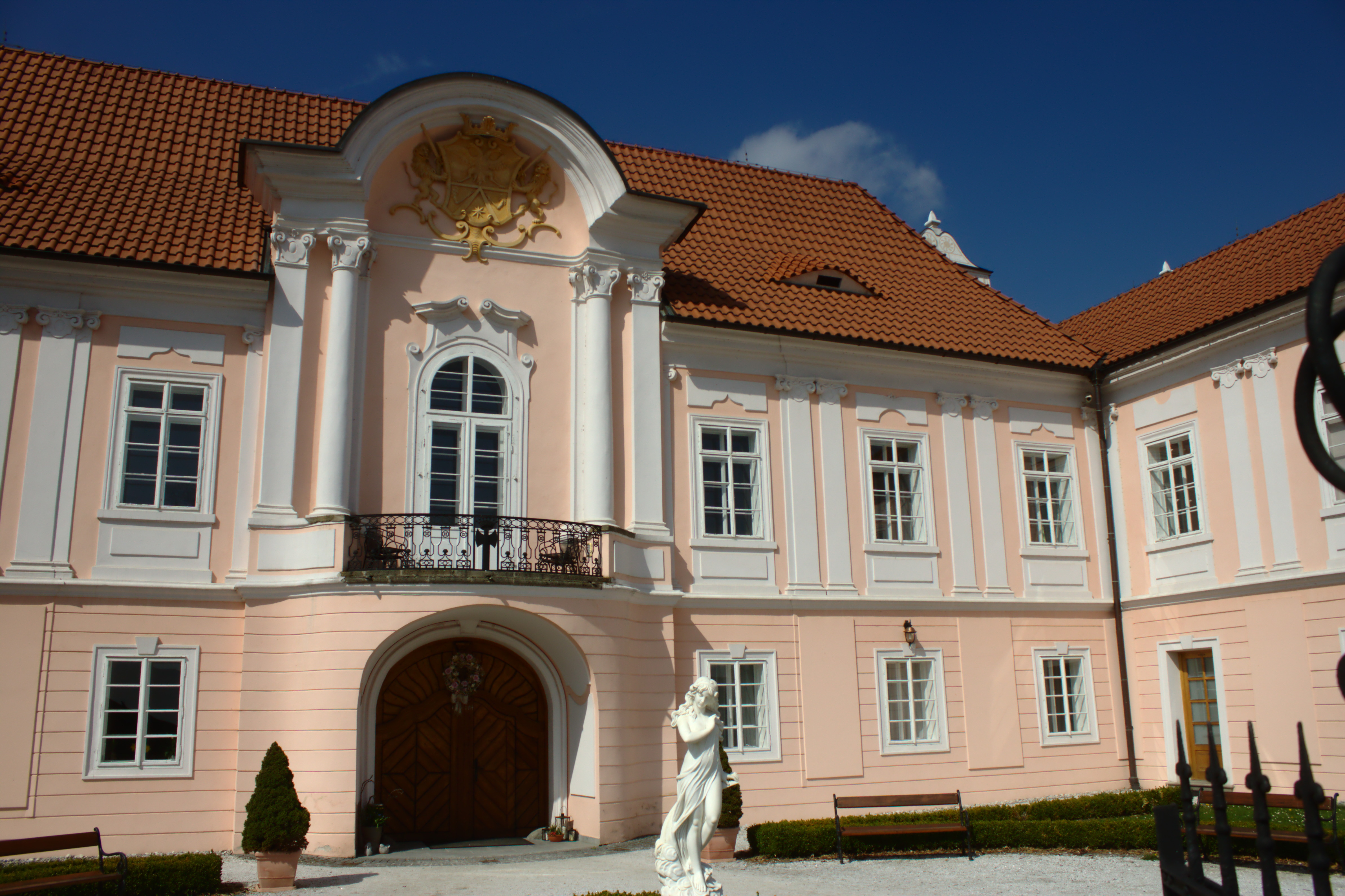
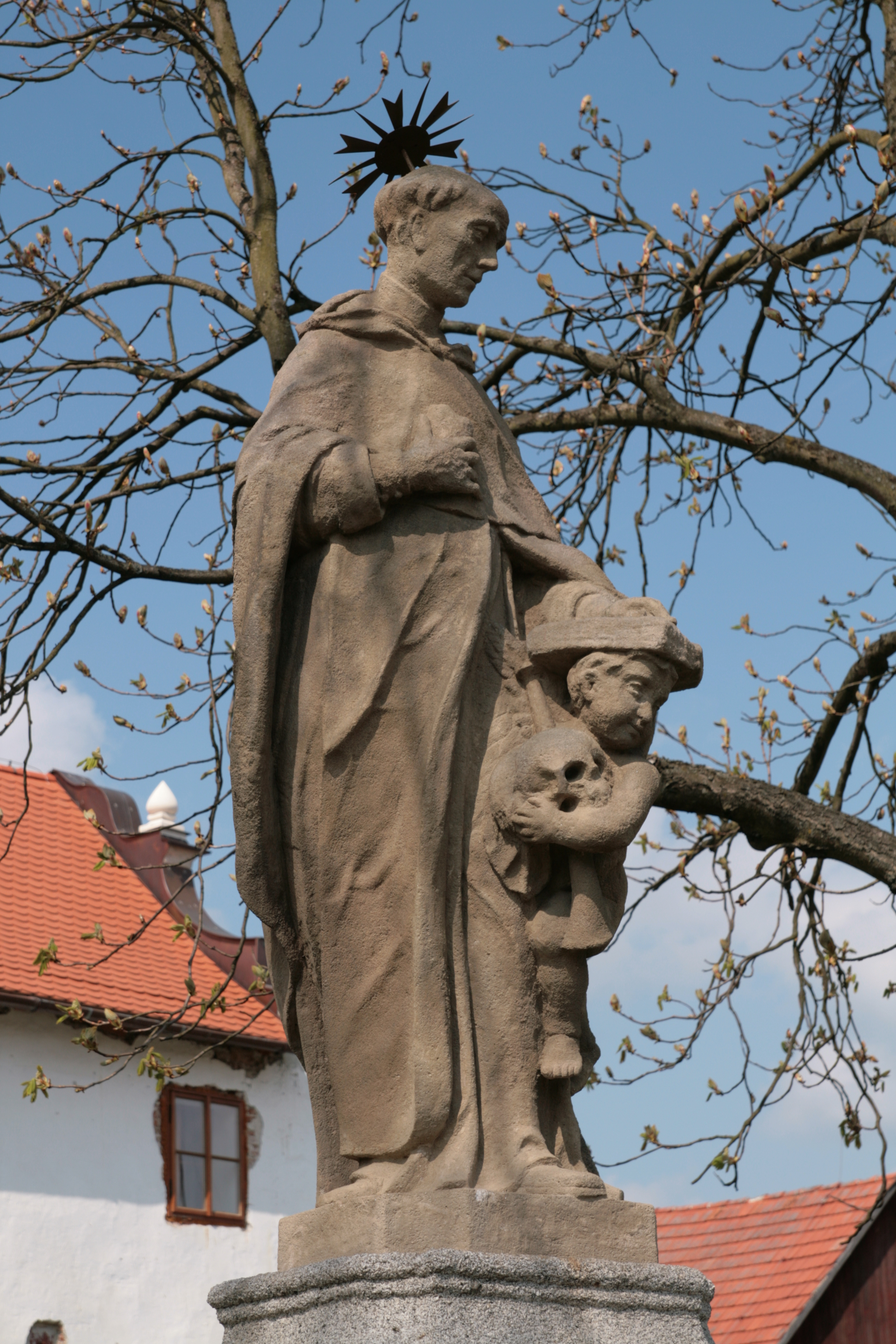